# Рэй, Кэссиди
Кэссиди Рэй Джойс-Та́унс (англ. Cassidy Rae Joyce-Townes; 7 июня 1976, Клермонт, Флорида, США) — американская актриса.

## Биография
Кэссиди Рэй Джойс родилась 7 июня 1976 года в Клермонте (штат Флорида, США). У Кэссди есть брат и сестра — Коди Джойс и Дастин Джойс.
Кэссиди начала свою актёрскую карьеру в 1990 году, начав сниматься в рекламных роликах. В 1992 году она начала сниматься в кино под именем Кэссиди Рэй и, сыграв в 20-ти фильмах и телесериалах, окончила кинокарьеру, но кратко возвращалась в профессию в 2011 году.
С 2000 года Кэссиди замужем за медиком Эндрю Таунсом. У супругов есть ребёнок.